# دوري الدرجة الأولى البوتاني 1999
دوري الدرجة الأولى البوتاني 1999 هو موسم من دوري الدرجة الأولى البوتاني. فاز فيه Drukpol FC ‏.